# Festival international d’art "Tour de la Vierge"

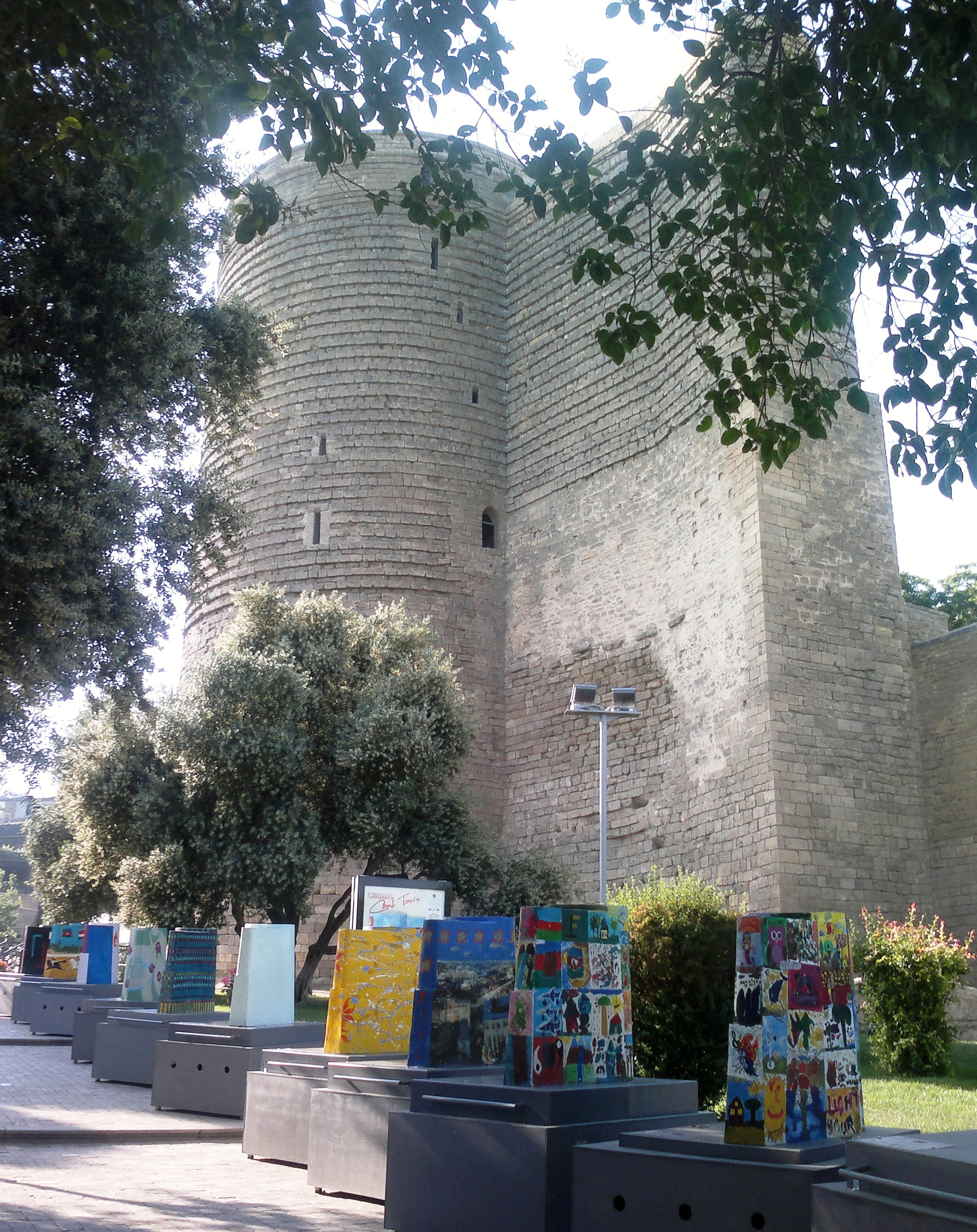
Le festival international d’art « Tour de la Vierge »

Le festival international d’art « Tour de la Vierge » (en azerbaïdjanais : “Qız qalası” Beynəlxalq İncəsənət Festivalı) est organisé chaque année dans la capitale de l'Azerbaïdjan, Bakou, depuis 2010, afin de populariser le symbole de la capitale, la Tour de la Vierge, située à Itchericheher inscrite sur la liste du patrimoine mondial de l'UNESCO en 2000.

## Histoire du festival

### Premier festival international d'art «Tour de la Vierge»
Lors du premier festival organisé en 2010 par la Fondation Heydar Aliyev, le Bureau de la réserve historique et architecturale de l'État d'Itchericheher, relevant du Cabinet des ministres de la République d'Azerbaïdjan et du Musée d'art moderne, a réuni plus de 20 artistes de 18 pays.

### Deuxième festival international «Tour de la Vierge»
Lors du deuxième festival en 2011, 25 artistes de 20 pays ont participé. Au sein de ces festivals, les modèles de la Tour de la Vierge étaient ornés de motifs conformes aux traditions nationales des artistes.

### Troisième festival international «Tour de la Vierge»
Lors du troisième festival international « Tour de la Vierge », organisé en 2012, des artistes de 24 pays au maximum ont participé. Contrairement aux festivals précédents, le troisième festival avait pour but d'attirer l'attention sur les "Cinq Caucasiens" menacés. Dans le cadre du festival, des maquettes de gazelle décorées par des artistes ont été fabriquées. Lors de la cérémonie de clôture du festival à la surface de la tour de la jeune fille, des images colorées de ses maquettes créées lors de festivals précédents ont été projetées.

### Quatrième festival international «Tour de la Vierge»
Le 4 juillet 2013, le 4e Festival international d'art « Tour de la Vierge », est ouvert sur le boulevard de Cannes (France), en présence de Mehriban Aliyeva, président de la Fondation Heydar Aliyev, Leyla Aliyeva, vice-président de la Fondation, Le Maire de Cannes, Maire Bernard Brochan, ainsi que le secrétaire général adjoint des Nations unies, Philippe Douste-Blazy.
Pour la première fois, le festival s'est tenu en dehors de l'Azerbaïdjan. Dans le cadre du festival, qui visait à attirer l’attention sur les gazelles menacées, le projet de la Fondation Heydar Aliyev de décorer les dessins de ces animaux a été présenté. L'exposition, qui a duré 20 jours, a présenté des maquettes de gazelles, décorées avec des artistes de différents pays du monde. Sur le thème «La tour de la Vierge», 26 artistes ont été exposés des compositions et sur le thème «Ceyran» (gazelle) - 17 artistes.

### Cinquième festival international «Tour de la Vierge»
Le cinquième festival, qui s'est déroulé en mai 2014 à Bakou, a rassemblé 28 artistes de 26 pays qui ont décoré les modèles de la Tour de la Vierge et de gazelles dans leur style national.

### Sixième festival international «Tour de la Vierge»
Le VI Festival international d'art " Tour de la Vierge " s'est tenu du 11 au 14 juin 2015 à Itchericheher. 27 artistes venus de 17 pays ont assisté au festival. Pendant le festival, les artistes ont également été invités à peindre des maquettes de grenade et de gazelle, symboles des premiers jeux européens Bakou-2015.

### Septième festival international «Tour de la Vierge»

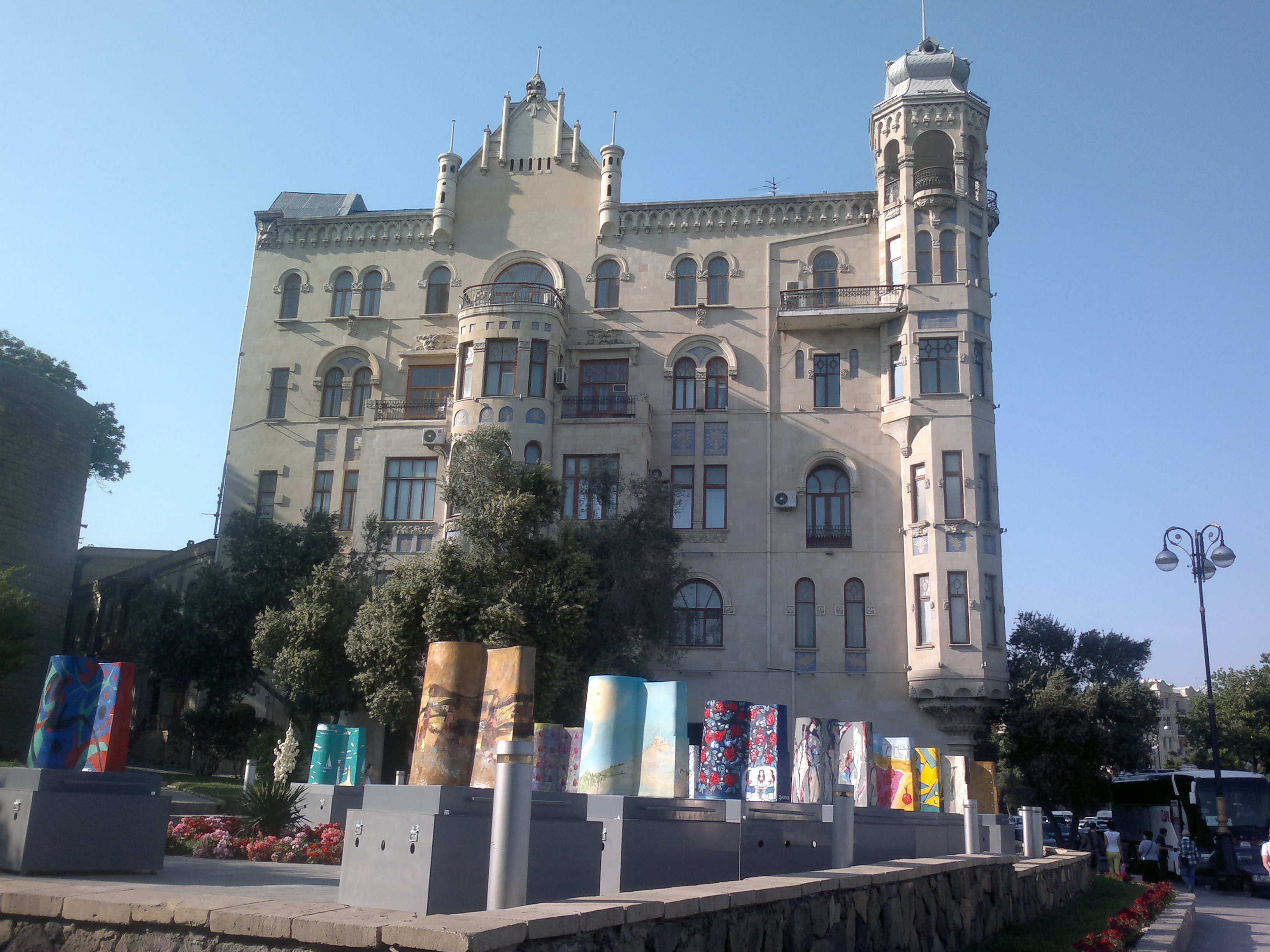
Mises en page de la Tour de la Vierge sur le fond de la maison de Hadjinski

En 2016, du 18 au 21 septembre, le VIIe Festival international des arts de la Tour de la Vierge s'est tenu dans le cadre de la ville azerbaïdjanaise à Paris. Des artistes français et azerbaïdjanais ont pris part au festival. Dans le cadre du projet, le festival Tour de la Vierge pour les enfants s'est tenu à Bakou les 17 et 18 septembre. Jusqu'à 30 participants y ont présenté leurs travaux. Dans le cadre du VIIe festival international " Tour de la Vierge " du 24 septembre au 2 octobre, Bakou a accueilli le premier symposium international sur la sculpture "Song in the Stone" (Musique en pierre). Quatorze sculpteurs originaires d'Azerbaïdjan, de Bulgarie, d'Espagne, du Mexique, d'Allemagne, des États-Unis, d'Inde, de Hongrie, de Géorgie et de Macédoine ont assisté au symposium. 

### Huitième festival international «Tour de la Vierge»
Du 22 au 24 septembre 2017 a eu lieu le VIIIe Festival international d'art de la tour de la Vierge. Pendant le festival, de jeunes artistes azerbaïdjanais ont peint des modèles de la Tour de la Vierge.

### Neuvième festival international «Tour de la Vierge»
La 9e édition du Festival international des arts " Tour de la Vierge " s'est tenue du 27 au 30 septembre 2018 dans le cadre du "Festival de la poésie, de l'art, de la spiritualité - Nassimi". 17 artistes ont participé au festival.